# Murindó (ort)
Murindó är en ort i Colombia.   Den ligger i departementet Antioquía, i den nordvästra delen av landet, 400 km nordväst om huvudstaden Bogotá. Murindó ligger 19 meter över havet och antalet invånare är 2 372.
Terrängen runt Murindó är platt västerut, men österut är den kuperad. Terrängen runt Murindó sluttar västerut.  Trakten runt Murindó är nära nog obefolkad, med mindre än två invånare per kvadratkilometer. I omgivningarna runt Murindó växer i huvudsak städsegrön lövskog.